# Hans Adolph Friedrich von Eschstruth
Hans Adolph Friedrich von Eschstruth (Hamburg, Hessen-Nassau, 28 de gener de 1756 – Cassel, 30 d'abril de 1792) fou un compositor i musicòleg alemany.
Fou conseller de Justícia a Marburg i de regència a Cassel; estudià la composició amb Hapfeld i perfeccionà els seus coneixements musicals amb Vierling, organista de Marburg, el qual li ensenyà les tradicions de l'escola de Bach.
Es distingí com a compositor i com a escriptor musical. Se li deuen a més, diversos cants, cançons, odes, cors, etc., amb acompanyament de piano, violí i violoncel, d'una col·lecció de cants religiosos, de sis sonates, de 12 marxes, etc., una obra titulada Musikalische Bibliothek für Künstler Liebhabe (Marburg, 1734-1785-1789), la traducció de l'obra de Rousseau, Instruction pour ecrire la musique (1786), etc.